# تشارلي مورتون
تشارلي مورتون (بالإنجليزية: Charlie Morton)‏ هو لاعب كرة قاعدة أمريكي، ولد في 12 أكتوبر 1854 في Kingsville, Ohio ‏ في الولايات المتحدة، وتوفي في 9 ديسمبر 1921 في ماسيلون في الولايات المتحدة.